# Digitipes indicus
Digitipes indicus är en mångfotingart som beskrevs av Jangi och Dass 1984. Digitipes indicus ingår i släktet Digitipes och familjen Scolopendridae. Inga underarter finns listade i Catalogue of Life.